# Carl Friedrich David Bandelow

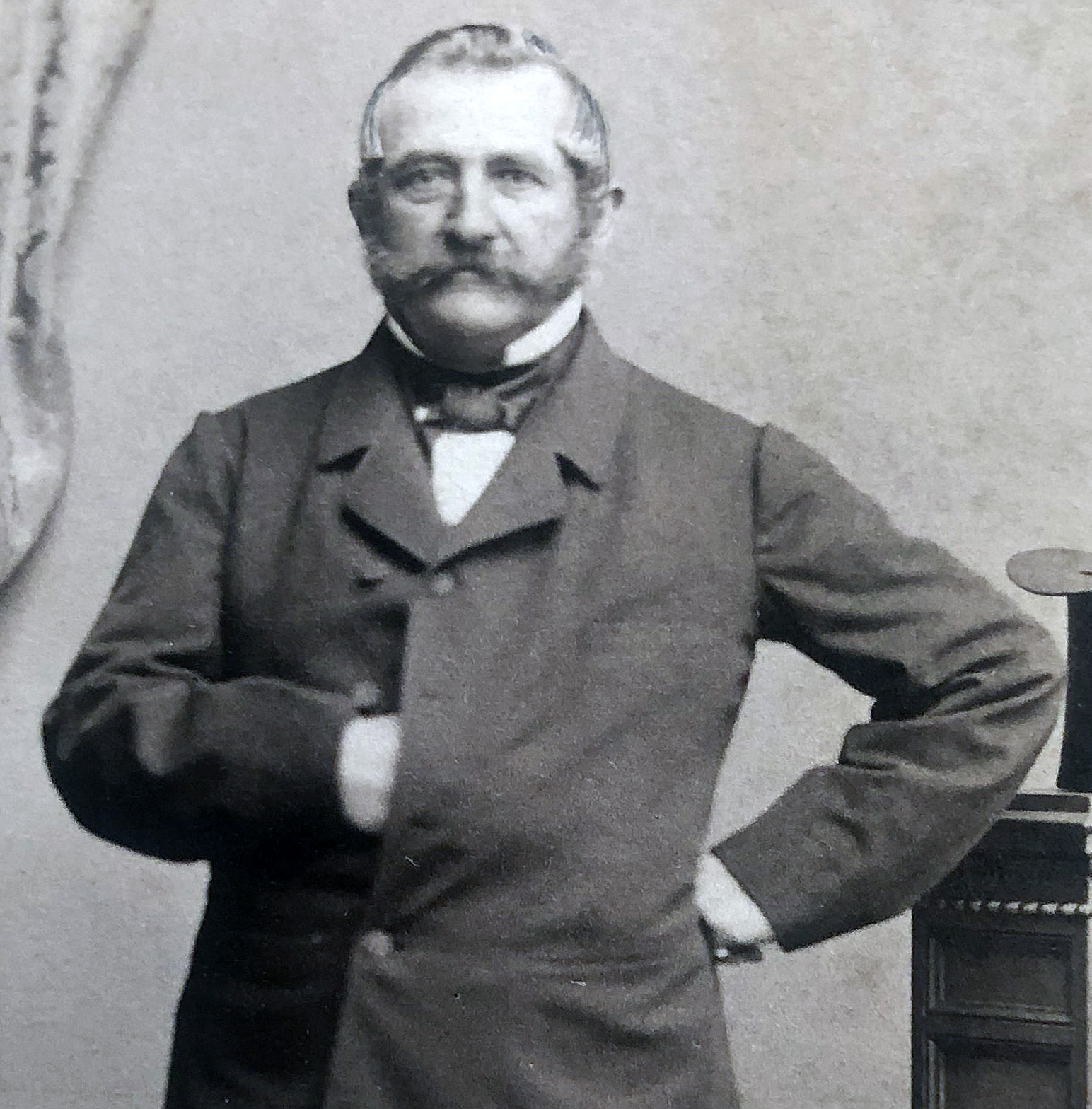
Carl Friedrich David Bandelow, Mitglied der Frankfurter Nationalversammlung

Carl Friedrich David Bandelow (* 1. März 1804 in Hinrichshagen bei Neustrelitz; † 29. Januar 1869 in Berlin) war ein deutscher Politiker und Mitglied der Frankfurter Nationalversammlung.
Der Sohn eines Oberförsters studierte von 1820 bis 1823 Forstwissenschaft an der Landwirtschaftlichen Akademie in Tharandt. Danach war er bis 1835 stellvertretender Oberförster auf dem Gräflich Hahn-Basedowschen Gut Faulrost in Mecklenburg-Strelitz. 1835–1843 war er Gutsbesitzer in Waren, dann im Kreis Schrimm und von 1843 bis zu seinem Tod Besitzer der Rittergüter Kranz und Brausendorf bei Bombst.
Bandelow war vom 17. März bis zum 11. Mai 1849 Mitglied der Frankfurter Nationalversammlung für die Provinz Posen und gehörte der Casino-Fraktion an. Im Juni 1849 war er Mitglied des Gothaer Nachparlaments. Von 1850 bis 1852 saß er in der Zweiten Kammer des Preußischen Landtags.